# آلاریک دوم
آلاریک دوم(به فرانسوی: Alaric II)(مرگ ۵۰۷ میلادی) پسر و جانشین اوریک بود. وی در ۴۸۵ میلادی هشتمین شاه ویزیگوت‌ها شد.

## زندگینامه
پایتخت او شهر ارسورلادور در جنوب فرانسه کنونی بود. قلمرو او شامل همهٔ اسپانیای کنونی -به جز بخش شمال غربی آن- به همراه گل آکیتان و بخش بزرگی از گل ناربونز بود.
هنگامی که در ۴۸۶ میلادی سیگاریوس واپسین فرمانروای رومی سرزمین گل از کلوویس یکم شکست‌خورد به آلاریک پناهنده شد؛ ولی آلاریک وی را به کلویس پس‌داد و کلویس هم وی را گردن زد.
آلاریک دوم پیرو آریانیسم بود.
در ۵۰۷ میلادی نبرد وویه در نزدیکی پواتیه میان آلاریک و کلوویس بر سر قلمرو شمالی آلاریک و اختلافات مذهبی دو طرف درگرفت. مداخلهٔ تئودوریک بزرگ شاه اوستروگوت‌ها هم برای جلوگیری از جنگ سودی‌نبخشید. ویزیگوت‌ها شکست خوردند و آلاریک هنگامی که می‌کوشید بگریزد به بند افتاد و کشته شد. همچنین سرزمین گل، ارل و پرووانس به دست فرانک‌ها افتاد.
با مرگ آلاریک دوم بزرگ‌ترین پسرش گیزالیک که نامشروع هم بود به شاهی رسید.